# Auletobius convexifrons
Auletobius convexifrons is een keversoort uit de familie Rhynchitidae. De wetenschappelijke naam van de soort is voor het eerst geldig gepubliceerd in 1864 door Wollaston.